# Eparchia isilkulska
Eparchia isilkulska – jedna z eparchii Rosyjskiego Kościoła Prawosławnego, z siedzibą w Isilkule. Wchodzi w skład metropolii omskiej. 
Eparchia powstała na mocy decyzji Świętego Synodu Rosyjskiego Kościoła Prawosławnego z 7 czerwca 2012 poprzez wydzielenie z eparchii omskiej.

## Biskupi
- Teodozjusz (Gażu), od 2014[2]